# Плурен-ле-Морле
Плурен-ле-Морле (фр. Plourin-lès-Morlaix) — коммуна на северо-западе Франции, находится в регионе Бретань, департамент Финистер, округ Морле, кантон Плуиньо. Пригород Морле, расположен в 6 км к юго-востоку от центра города, в 7 км от национальной автомагистрали N12.
Население (2019) — 4 517 человек.

## История
Следы присутствия человека на территории коммуны отсчитываются с периода между 6000 и 4500 годами до нашей эры (мезолит), о чем свидетельствуют найденные здесь менгиры. Также на территории Плурена археологи обнаружили два кургана, датируемые бронзовым и железным веками.  Менгир «Плурен», переселенный в центр коммуны, представляет собой стелу железного века, относящуюся к периоду между 500 и 100 годами до нашей эры. 
Римляне построили укрепленный лагерь на крайнем северо-западе территории коммуны, недалеко от места впадения реки Кефлё в Ривьеру Морле. В этом месте сходились две римских дороги: из  Кондата (Ренна) до мыса Сен-Матьё и из Воргия (Каре-Плугер) в Морле.
Семья Гиказу еще во время переселения бретонцев в Арморику в середине VI века построила здесь  крепость Бодистер, которая до начала XVII века самой мощной на территории Трегора и была снесена после окончания Религиозных войн. 
Небольшой монастырь минимиток был создан в Плурене в 1624 году. В 1781 году он был закрыт и преобразован в военный госпиталь; от него сохранились часть стены и фонтан.  
Близость порта Морле способствовала выращиванию и переработке льна в его окрестностях, в том числе в Плурен-ле-Морле. Многочисленные усадьбы на территории коммуны строились простолюдинами, преуспевшими в бизнесе льном во время т.н. «золотого века Бретани» (XVI-XIX века). Вплоть до XIX века Плурен-ле-Морле также был важным центром производства бумаги.

## Достопримечательности
- Менгир Плурен I века до нашей эры
- Церковь Нотр-Дам XVII-XVIII веков
- Шато и парк Керивоа XIX века
- Развалины средневековой крепости Бодистер
- Усадьбы Пенлан

## Экономика
Структура занятости населения:
- сельское хозяйство — 8,2 %
- промышленность — 2,5 %
- строительство — 3,3 %
- торговля, транспорт и сфера услуг — 27,3 %
- государственные и муниципальные службы — 58,7 %

Уровень безработицы (2018) — 12,0 % (Франция в целом —  13,4 %, департамент Финистер — 12,1 %). 

Среднегодовой доход на 1 человека, евро (2018) — 22 140 (Франция в целом — 21 730, департамент Финистер — 21 970).

## Демография
Динамика численности населения, чел.

## Администрация
Пост мэра Плурен-ле-Морле с 2014 года занимает социалист Ги Пеннек (Guy Pennec). На муниципальных выборах 2020 года возглавляемый им левый список был единственным.
| Период | Период | Фамилия     | Партия                  | Примечания |
| ------ | ------ | ----------- | ----------------------- | ---------- |
| 1965   | 1977   | Гийом Лозаш | Социалистическая партия |            |
| 1977   | 2001   | Пьер Барбье | Социалистическая партия |            |
| 2001   | 2014   | Жак Бриган  | Социалистическая партия |            |
| 2014   |        | Ги Пеннек   | Социалистическая партия | служащий   |

## Галерея
- Церковь Нотр-Дам

1. 1 2  база данных о французских коммунах — Национальный географический институт Франции, 2015.